# Великобагачанский поселковый совет
Великобагачанский поселко́вый сове́т (укр. Великобагачанська селищна рада) — входит в состав Великобагачанского района Полтавской области Украины. Административный центр поселкового совета находится в посёлке городского типа Великая Багачка.

## История
Поселковый совет был образован в 1923 году.

## Населённые пункты совета
- посёлок городского типа Великая Багачка
- село Байрак
- село Буряковщина
- село Бутова Долина
- село Гарнокут
- село Довгалевка
- село Затон
- село Малая Решетиловка
- село Пилипенки
- село Шепели